# U-101号潜艇 (1917年)
陛下之101号潜艇是德意志帝国海军建造的一艘中型潜艇或称U艇。它由不来梅的威悉船厂承建，于1917年4月1日下水，至同年5月15日交付使用。U-101号是在第一次世界大战期间服役的329艘德国潜艇之一，曾参加过大西洋潜艇战。在其八次巡逻中，共击沉协约国或中立国的22艘商船（26045总吨）和1艘辅助军舰（208总吨）。战后，根据停战协议的要求，U-101号于1918年11月21日被引渡至英国正式投降，至1919至1920年间在莫克姆拆解报废。

## 设计
第一次世界大战爆发后，为了满足潜艇破交战的作战需求，德意志帝国海军潜艇监察局（Inspektion des U-Bootwesens）在U-43号（战时动员型）的基础上，研发出了一种技术上更为成熟的中型双壳体远洋潜艇。其排水量适中、性能均衡，非常适合北海和英国周边海域的作战环境。海军为此共计批出34艘订单，战术编号使用U-81至U-114号。实战证明，这一系列的潜艇具有出色的航海能力和稳定的耐用性，它们的许多布置也对后世IX級潛艇和国外一些潜艇的设计产生了影响。
U-101号是该系列第二批次的九号艇，也是由不来梅威悉船厂承建（U-99至U-104号）的第三艘。从这一批次开始，设计部门对艇体线形进行了优化，步行甲板扶手被取消，侧面舷墙降低高度后与艇体外壳融为一体，有效改善了潜艇的机动性能。但与基尔日耳曼尼亚船厂承建的同一批次产品（U-93至U-98号）相比，其艇体尺寸、排水量、航速和鱼雷装备等方面均显著下降，惟续航里程略为提高。U-101号的水上和水下排水量分别为750吨和952吨。其全长67.60米；舷宽6.32米，当中的耐压壳体宽为4.05米；有3.65米的吃水深度。艇只搭载有可在水上使用的两台猛狮六缸四冲程柴油发动机，总功率为2,400匹公制馬力（1,765千瓦特）；以及可在水下使用的西门子-舒克特双电动发电机，总功率为1,200匹公制馬力（883千瓦特）。这些发动机用以驱动双轴、每根轴各一个的直径1.65米长螺旋桨。它的潜航深度为50米。
U-101号在水上的最高速度达16.5節（30.6每小時），在水下的最高航速则为8.8節（16.3每小時）。它可以8節（15每小時）的速度在水上巡航10,100海里（18,700），或以5節（9.3每小時）的速度在水下巡航45海里（83）。该艇装备了四具直径为500毫米的鱼雷发射管，其中艏、艉各两具，并可合共携带至多12枚鱼雷；作为辅助武器的甲板炮则最初是一门88毫米30倍径速射炮，自1918年起又增加第二门88毫米炮和一门105毫米45倍径速射炮。其标准船员编制为4名军官及32名水兵。

## 历史
U-101号是由德意志帝国海军作为F项战时订单（Kriegsauftrag F）的一部分，于1915年9月15日向不来梅的威悉船厂订购，建造编号为252。艇体自1915年11月30日开建，1917年4月1日下水，至同年5月15日在首任艇长、海军上尉卡尔·科普曼的指挥下正式交付使用。在科普曼之后，卡尔-齐格弗里德·冯·格奥尔格上尉（1917年12月20日－1918年6月17日）和弗里德里希·乌尔里希上尉（1918年6月18日－11月11日）也曾相继担任过该艇指挥官。完成海试后，U-101号自1917年7月10日起被编入分驻黑尔戈兰和威廉港的第二潜艇区舰队服役，并一直隶属于该部队直至战争结束。
第一次世界大战期间，U-101号在北大西洋东部的不列颠岛周边海域完成了九次巡逻；共计击沉协约国或中立国的22艘商船（26045总吨）和1艘辅助军舰（208总吨）。其中，被U-101号击沉的最大型船舶是容积总吨为5078吨的英国货轮墨西哥城号（Mexico City），它是在从利物浦前往亚历山大港的途中，于1918年5月26日行至南栈岛以西约15海里（28）处中鱼雷沉没，造成29人死亡。而1917年11月26日在皇后镇以西海域遇袭的英国液货船克雷内拉号则显著更大（7035总吨），但这艘隶属皇家辅助舰队、正前往美国的轮船在此过程中仅仅受损， 并在美国海军驱逐舰的协助下设法返回港口。
U-101号在战争中幸存了下来，没有被击沉。战后，根据对德停战协议的要求，它于1918年11月21日移交英国，并在哈维奇正式向协约国投降。由于英国海军部不再使用，该艇遂于1919至1920年间在莫克姆拆解报废。

## 袭击历史摘要
| 日期           | 船名             | 船籍         | 吨位 （容积总吨） | 结局 |
| -------------- | ---------------- | ------------ | ----------------- | ---- |
| 1917年8月6日   | 罗斯蒙特号       | 英国         | 3044              | 击沉 |
| 1917年9月26日  | 雅克利娜号       | 法國         | 2899              | 击沉 |
| 1917年10月9日  | 内尔维号         | 比利时       | 1759              | 击沉 |
| 1917年11月26日 | 克雷内拉号       | 英國皇家海軍 | 7035              | 击伤 |
| 1917年11月27日 | 罗斯特勒南圣母号 | 法國         | 186               | 击沉 |
| 1918年1月19日  | 圣克莱尔号       | 英国         | 621               | 击伤 |
| 1918年2月1日   | 慈光号           | 英国         | 116               | 击沉 |
| 1918年2月2日   | 玛利亚玛达肋纳号 | 法國         | 115               | 击沉 |
| 1918年2月2日   | 苏菲号           | 英国         | 354               | 击沉 |
| 1918年2月3日   | 尼古劳斯号       | 義大利王國   | 3561              | 击伤 |
| 1918年2月5日   | 墨西哥城号       | 英国         | 5078              | 击沉 |
| 1918年3月20日  | 格伦福德号       | 英国         | 494               | 击沉 |
| 1918年3月22日  | 特立尼达号       | 英国         | 2592              | 击沉 |
| 1918年3月23日  | 简·格雷号        | 英国         | 124               | 击沉 |
| 1918年3月24日  | 约翰·G·沃尔特号  | 英国         | 258               | 击沉 |
| 1918年3月27日  | 艾伦代尔号       | 英国         | 2153              | 击沉 |
| 1918年3月30日  | 费希尔湖号       | 英国         | 418               | 击沉 |
| 1918年4月2日   | 索尔韦女王号     | 英国         | 307               | 击沉 |
| 1918年5月14日  | 恩布拉号         | 丹麦         | 157               | 击沉 |
| 1918年5月26日  | 长公主号         | 英国         | 1986              | 击沉 |
| 1918年5月27日  | 莫里哀号         | 法國         | 1545              | 击沉 |
| 1918年5月28日  | 弗罗拉号         | 法國         | 209               | 击沉 |
| 1918年5月29日  | 纪念品号         | 丹麦         | 549               | 击沉 |
| 1918年5月30日  | 瓦纳塔号         | 英国         | 1683              | 击沉 |
| 1918年5月31日  | 漂亮波莉号       | 英国         | 19                | 击沉 |
| 1918年6月3日   | 圣约翰斯号       | 英國皇家海軍 | 208               | 击沉 |

## 脚注
1. 1 2 3  Helgason, Guðmundur. . German and Austrian U-boats of World War I - Kaiserliche Marine - Uboat.net.   [2021-12-08].
2. ↑  Gröner 1991，第12-14頁.
3. 1 2  Helgason, Guðmundur. . German and Austrian U-boats of World War I - Kaiserliche Marine - Uboat.net.   [2015-01-25].
4. 1 2  Helgason, Guðmundur. . German and Austrian U-boats of World War I - Kaiserliche Marine - Uboat.net.   [2015-01-25].
5. 1 2  Helgason, Guðmundur. . German and Austrian U-boats of World War I - Kaiserliche Marine - Uboat.net.   [2015-01-25].
6. 1 2  陈进，第71頁.
7. ↑  Herzog，第50頁.
8. ↑  Helgason, Guðmundur. . German and Austrian U-boats of World War I - Kaiserliche Marine - Uboat.net.   [2021-11-29].
9. ↑  Herzog，第48頁.
10. 1 2  Gröner 1991，第12–14頁.
11. ↑  Herzog，第136頁.
12. ↑  Herzog，第123頁.
13. ↑  Herzog，第69頁.
14. ↑  Helgason, Guðmundur. . German and Austrian U-boats of World War I - Kaiserliche Marine - Uboat.net.   [2021-12-08].
15. ↑  Helgason, Guðmundur. . German and Austrian U-boats of World War I - Kaiserliche Marine - Uboat.net.   [2021-12-08].
16. ↑  . Royal Fleet Auxiliary Historical Society.   [2010-03-30]. （原始内容存档于2017-10-20）.
17. ↑  . History Central.   [2010-03-30]. （原始内容存档于2021-12-08）.
18. ↑  Herzog，第91頁.
19. ↑  Helgason, Guðmundur. . German and Austrian U-boats of World War I - Kaiserliche Marine - Uboat.net.   [2015-01-25].